# Presbitinis
Els presbitinis (Presbytini) són una tribu de l'ordre dels primats i la família dels cercopitècids. Són micos de mida mitjana amb una cua llarga. Passen gran part del temps als arbres i s'alimenten principalment de material vegetal. Viuen al sud i el sud-est d'Àsia. La tribu inclou 45 espècies repartides en 7 gèneres. Juntament amb els colobinis (que viuen a Àfrica), formen la subfamília dels colobins.